# Podium. Zeitschrift für Bühnenbildner und Theatertechniker
Podium. Zeitschrift für Bühnenbildner und Theatertechniker war eine Zeitschrift in Berlin von 1976 bis 1990.

## Geschichte
Spätestens seit 1968 erschien  Theatertechnik. Zeitschrift für Techniker und Neuerer an Theatern und anderen kulturellen Einrichtungen in Ost-Berlin.
Seit 1976 wurde sie als Podium. Zeitschrift für Bühnenbildner und Theatertechniker,  herausgegeben von der Direktion für  Theater und Orchester beim Ministerium für Kultur der DDR weitergeführt.
Sie war die einzige größere Zeitschrift für Theatertechniker in der DDR und erschien vierteljährlich im Umfang von 32 Seiten.
Darin wurden Artikel zu verschiedenen Themen  der Bühnentechnik veröffentlicht, darunter auch zu einigen Neuinszenierungen.
Ein Autor war Frank Havemann.
1990 wurde das Erscheinen eingestellt.